# Гаплогруппа R1 (Y-ДНК)

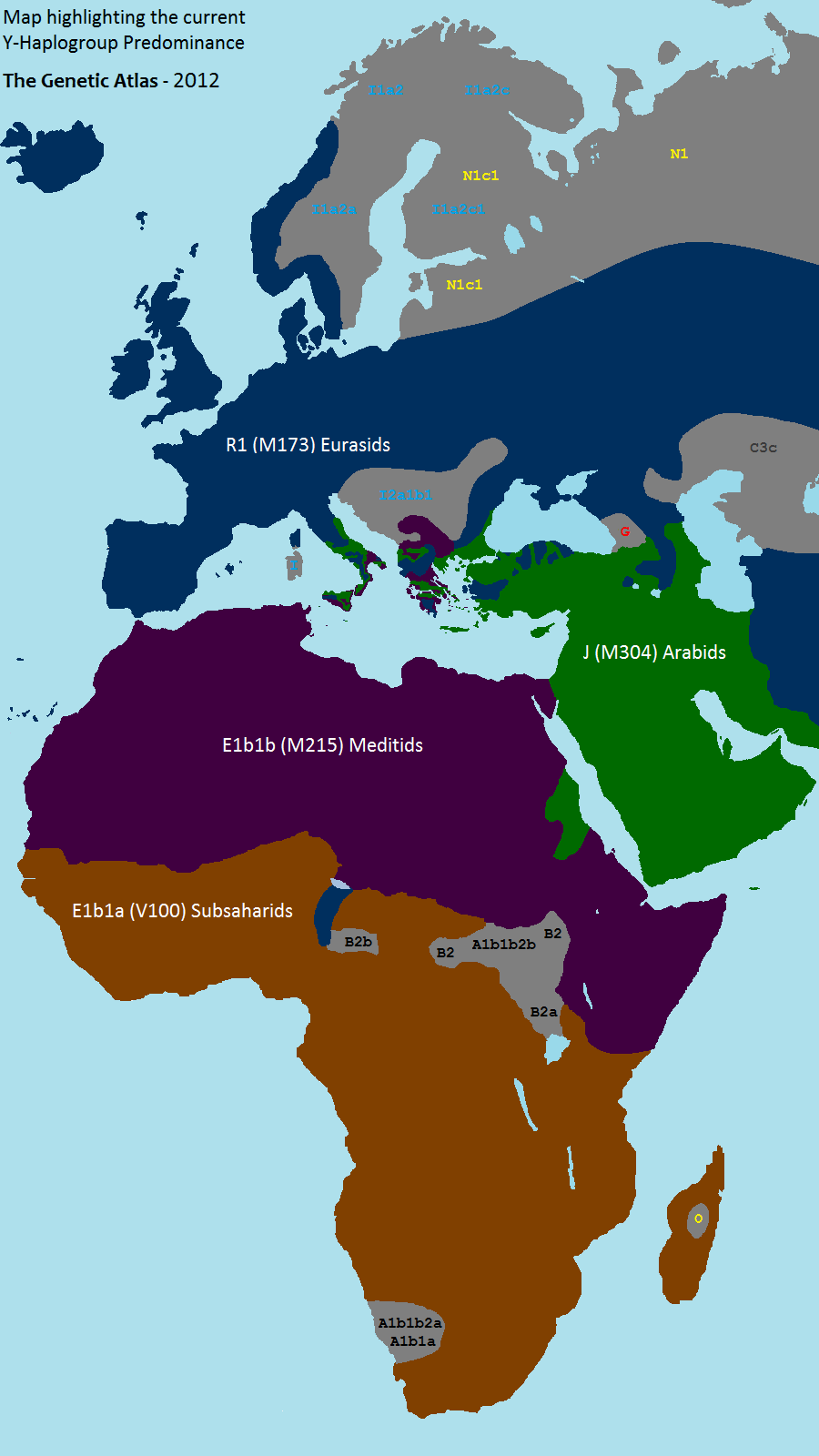
Преобладание гаплогруппы R1 в Европе

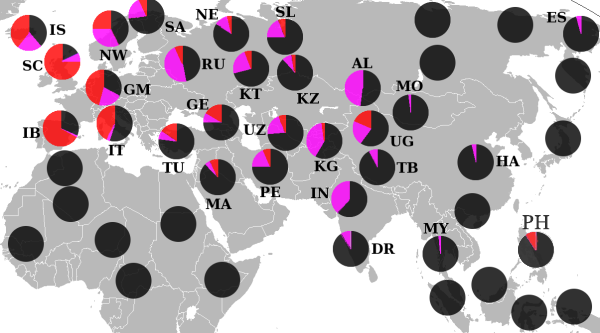
Распространение R1a (пурпурным) и R1b (красным)

 Гаплогруппа R1 — наиболее распространенная подгруппа Гаплогруппы R, отмеченная мутацией M173. Её два основных субклада R1a (M17) и R1b (M343) (прочие варианты встречаются исключительно редко) являются наиболее распространёнными во всей Европе и западной Азии. Это связано с переселениями после последнего ледникового максимума.

## Происхождение

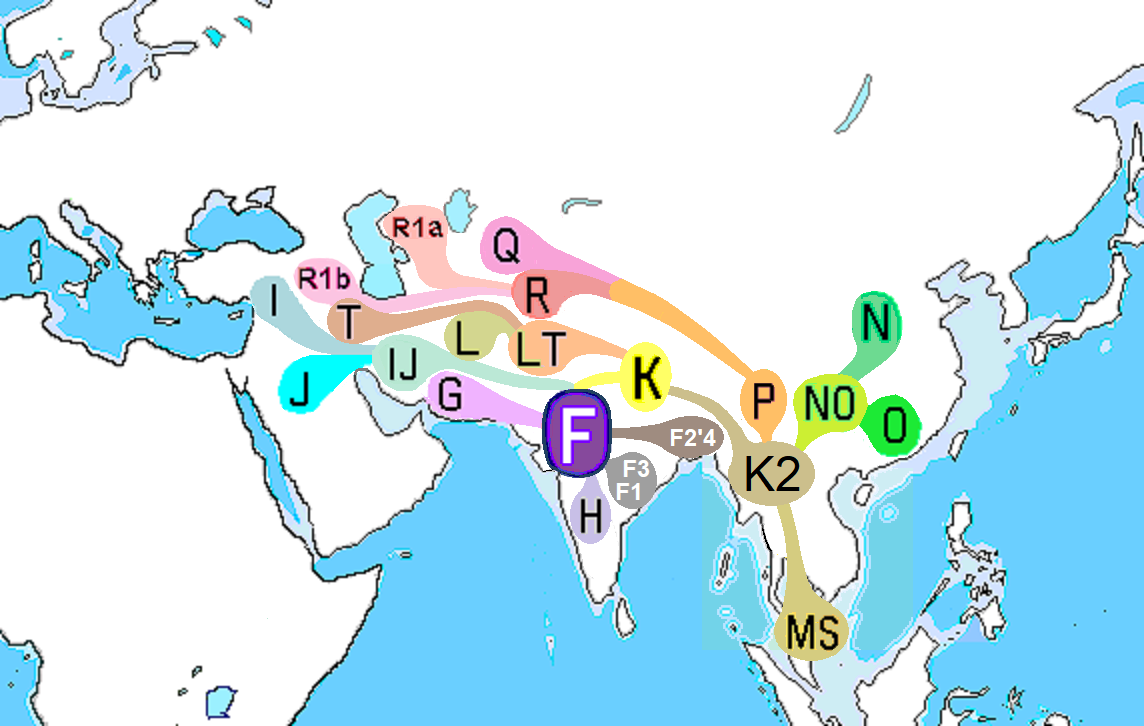

Происходит от мутации гаплогруппы R, произошедшей у мужчины, жившего на территории Южной Сибири (исходя из распространения линий R2 и R*), ок. 28 200 лет назад. Последний общий предок современных носителей гаплогруппы R1 жил 22 800 лет назад (даты определены по снипам компанией YFull).

## Субклады

### R1a
Гаплогруппа R1a (M17), предположительно, зародилась в Южной Сибири ок. 22 800 лет назад (дата определена по снипам компанией YFull). Встречается от Исландии до Индии, современный центр гаплогруппы находится на территории Польши. Эта гаплогруппа стала маркером распространения протоиндоевропейских народов. Экспансия индоевропейцев способствовала миграции гаплогруппы R1a в Иран и в Индию.
Наибольшее распространение имеет в Восточной Европе: среди лужичан (63,39 %), поляков (ок. 56 %), украинцев (ок. 54 %), русских (52 %), белорусов (49 %), башкир (26 %) (у башкир Саратовской и Самарской обл. до 48 %), татар (38 %); и в Центральной Азии: у хотонов (82.5 %), киргизов  (63 %), таджиков из Пенджикента (68 %), хазарейцев из Пакистана (60,1 %), шорцев (58,8 %), юг-алтайцев (58,1 %), телеутов (55,3 %), уйгуров (около 30%) , узбеков (до 28,1%). Умеренное распространение в Скандинавских странах (23 % в Исландии, 18-22 % в Швеции и Норвегии), в Иране (25 %?).
У брахманов индийских штатов Западная Бенгалия и Уттар-Прадеш данная гаплогруппа встречается с частотой 72 % и 67 % соответственно.